# Massacre au palais du rire
 (décembre 2017).
Si vous disposez d'ouvrages ou d'articles de référence ou si vous connaissez des sites web de qualité traitant du thème abordé ici, merci de compléter l'article en donnant les références utiles à sa vérifiabilité et en les liant à la section « Notes et références ».
Pour plus de détails, voir Fiche technique et Distribution.
Massacre au palais du rire (The Funhouse Massacre) est un film d'horreur américain réalisé par Andy Palmer et sorti en 2015.

## Synopsis
Six psychopathes évadés d'un asile se rendent à une fête foraine qui leur est dédiée pour y semer les pires horreurs sans éveiller les soupçons des personnes qui s'y rendent.

## Fiche technique
- Titre original : The Funhouse Massacre
- Titre français : Massacre au palais du rire
- Réalisation : Andy Palmer
- Scénario : Ben Begley
- Musique : Chad Rehmann
- Production : Warner Davis
- Société de production : Petri Entertainment
- Pays d'origine :  États-Unis
- Genre : Comédie horrifique
- Durée : 90 minutes
- Dates de sortie : États-Unis : 13 novembre 2015
- Interdit aux moins de 12 ans

## Distribution
- Robert Englund : Warden
- Jere Burns : Mental Manny
- Scottie Thompson : Sheriff Kate
- Matt Angel (de) : Morgan
- Chasty Ballesteros : Christina
- Clint Howard : le taxidermiste
- Courtney Gains : Dennis
- Erick Chavarria : Gerardo
- Mars Crain : Rocco
- Candice De Visser : Dollface / Mrs. Quinn
- E.E. Bell : Animal
- Ben Begley : le député Doyle
- Michael Eric Reid (en) : Mikey
- Leigh Parker : Randall
- Sebastian Siegel : Dr. Suave
- Sterling Sulieman : Jason
- Renee Dorian : Laurie
- Robert Peters : Dave